# Mario Siletti (attore 1903)
Mario Giovanni Siletti (Torino, 22 luglio 1903 – Los Angeles, 19 aprile 1964) è stato un attore italiano naturalizzato statunitense.

## Biografia
Emigrato negli Stati Uniti, Mario Siletti appare al cinema in oltre cinquanta film statunitensi, da Il filo del rasoio di Edmund Goulding (1946) a I 4 del Texas di Robert Aldrich (1963), con Frank Sinatra e Dean Martin.

## Filmografia

### Cinema
- Il filo del rasoio (The Razor's Edge), regia di Edmund Goulding (1946)
- Non mi sfuggirai (Escape Me Never), regia di Peter Godfrey (1947)
- Amaro destino (House of Strangers), regia di Joseph L. Mankiewicz (1949)
- I corsari della strada (Thieves' Highway), regia di Jules Dassin (1946)
- Il dottore e la ragazza (The Doctor and the Girl), regia di Curtis Bernhardt (1949)
- Se mia moglie lo sapesse (Everybody Does It), regia di Edmund Goulding (1949)
- I marciapiedi di New York (East Side, West Side), regia di Mervyn LeRoy (1949)
- La legge del silenzio (Black Hand), regia di Richard Thorpe (1950)
- La sua donna (Under My Skin), regia di Jean Negulesco (1950)
- Testa rossa (The Reformer and the Redhead), regia di Melvin Frank e Norman Panama (1950)
- The Skipper Surprised His Wife, regia di Elliott Nugent (1950)
- La rivolta (Crisis), regia di Richard Brooks (1950)
- L'amante (A Lady Without Passport), regia di Joseph H. Lewis (1950)
- L'uomo che ingannò se stesso (The Man Who Cheated Himself), regia di Felix E. Feist (1950)
- La città è salva (The Enforcer), regia di Bretaigne Windust (1951)
- Stop That Cab, regia di Eugenio de Liguoro (1951)
- Allo sbaraglio (Go for Broke!), regia di Robert Pirosh (1951)
- Il grande Caruso (The Great Caruso), regia di Richard Thorpe (1951)
- Ho paura di lui (The House on Telegraph Hill), regia di Robert Wise (1951)
- Solitudine (Night Into Morning), regia di Fletcher Markle (1951)
- Matrimonio all'alba (Strictly Dishonorable), regia di Melvin Frank e Norman Panama (1951)
- Stringimi forte tra le tue braccia (Force of Arms), regia di Michael Curtiz (1951)
- La regina dei pirati (Anne of the Indies), regia di Jacques Tourneur (1951)
- L'immagine meravigliosa (The Light Touch), regia di Richard Brooks (1952)
- Ragazze alla finestra (Belles on Their Toes), regia di Henry Levin (1952)
- When in Rome, regia di Clarence Brown (1952)
- La confessione della signora Doyle (Clash by Night), regia di Fritz Lang (1952)
- Corriere diplomatico (Diplomatic Courier), regia di Henry Hathaway (1952)
- Il corsaro (Captain Pirate), regia di Ralph Murphy (1952)
- Il quarto uomo (Kansas City Confidential), regia di Phil Karlson (1952)
- Mia cugina Rachele (My Cousin Rachel), regia di Henry Koster (1952)
- Girls in the Night, regia di Jack Arnold (1953)
- Taxi, regia di Gregory Ratoff (1953)
- La baia del tuono (Thunder Bay), regia di Anthony Mann (1953)
- Sogno di Bohème (So This Is Love), regia di Gordon Douglas (1953)
- Occhio alla palla (The Caddy), regia di Norman Taurog (1953)
- Il grande alleato (Big Leaguer), regia di Robert Aldrich (1953)
- Le ali del falco (Wings of the Hawk), regia di Budd Boetticher (1953)
- Hot News, regia di Edward Bernds (1953)
- The Great Diamond Robbery, regia di Robert Z. Leonard (1954)
- Tre soldi nella fontana (Three Coins in the Fountain), regia di Jean Negulesco (1954)
- La valle dell'Eden (East of Eden), regia di Elia Kazan (1955)
- Il demone dell'isola (Hell's Island), regia di Phil Karlson (1955)
- Quando una ragazza è bella (Bring Your Smile Along), regia di Blake Edwards (1955)
- Brooklyn chiama polizia (The Naked Street), regia di Maxwell Shane (1955)
- La baia dell'inferno (Hell on Frisco Bay), regia di Frank Tuttle (1955)
- Serenata (Serenade), regia di Anthony Mann (1956)
- L'uomo dal vestito grigio (The Man in the Gray Flannel Suit), regia di Nunnally Johnson (1956)
- La donna del destino (Designing Woman), regia di Vincente Minnelli (1957)
- La tragedia del Rio Grande (Man in the Shadow), regia di Jack Arnold (1957)
- Pagare o morire (Pay or Die), regia di Richard Wilson (1960)
- Per favore non toccate le palline (The Honeymoon Machine), regia di Richard Thorpe (1961)
- Johnny Cool, messaggero di morte (Johnny Cool), regia di William Asher (1963)
- I 4 del Texas (4 for Texas), regia di Robert Aldrich (1963)

### Televisione
- The 20th Century-Fox Hour – serie TV, episodio 2x03 (1956)
- Navy Log – serie TV, episodio 2x21 (1957)
- Peter Gunn – serie TV, episodio 1x14 (1958)
- Wichita Town – serie TV, episodio 1x19 (1960)
- Ispettore Dante (Dante) – serie TV, episodio 1x05 (1960)
- The Dick Powell Show – serie TV, episodio 1x06 (1961)
- Corruptors (Target: The Corruptors) – serie TV, episodio 1x32 (1962)
- The Gallant Men – serie TV, episodio 1x23 (1963)

## Doppiatori italiani
- Cesare Polacco in La città è salva
- Manlio Busoni in La tragedia del Rio Grande